# ثامر بن عبد العزيز آل سعود
الأمير ثامر بن عبد العزيز آل سعود ولد في مدينة الرياض في قصر الحكم (1938 - 1958)، الابن السابع والعشرين من أبناء الملك عبد العزيز الذكور من زوجته نوف بنت نواف النوري الشعلان.

## عن حياته
أمّه حفيدة الشيخ النوري الشعلان شيخ الرولة، توفيت في جدة عام 1411 هـ، وقد تزوج الملك عبد العزيز آل سعود الأميرة نوف عام 1354 هـ هجرية، وذلك عقب معركة الجوف. تعلم في قصر الحكم القرآن وبعض العلوم الشرعية، وبعد أن أتم دراسته الثانوية أرسله والده الملك عبد العزيز آل سعود إلى الولايات المتحدة لإكمال دراسته الجامعة.

## وفاته
توفي الأمير ثامر بن عبد العزيز آل سعود في يوم الجمعة 10 ذو الحجة 1377 هـ الموافق 27 يونيو 1958 في حادث سيارة في سان فرانسيسكو وقد أُحضِر جثمانه من الولايات المتحدة الأمريكية إلى المملكة العربية السعودية وقد صلى عليه جمع غفير من المواطنين وصلى عليه الملك سعود بن عبد العزيز آل سعود وأشقاؤه الأمير ممدوح بن عبد العزيز آل سعود والأمير مشهور بن عبد العزيز آل سعود، وعدد كبير من الأمراء والمسؤولين، ولم يتول الأمير ثامر أي منصب سياسي أو حكومي لحداثة سنه.

## أسرته
لدى الأمير ثامر بن عبد العزيز آل سعود إبن وحيد هو الأمير فيصل بن ثامر بن عبد العزيز آل سعود. كان وكيلا لإمارة مكة المكرمة وتزوج من صيتة بنت عبد الله بن عبد العزيز آل سعود.